# کاینان، واکایاما
کاینان در استان واکایاما در کشور ژاپن واقع شده‌است که دارای جمعیت ۵۵٬۸۷۷ نفر و مساحت ۱۰۱٫۱۸ کیلومتر مربع با تراکم جمعیت ۵۵۲ نفر در کیلومترمربع است و در تاریخ ۱ مه ۱۹۳۴ به عنوان شهر شناخته شد.